# Esprit-Marie Cousinéry
Esprit-Marie Cousinéry (né le 6 juin 1747, à Marseille et mort le 13 janvier 1833 à Paris) est un diplomate, archéologue et numismate français.

## Biographie

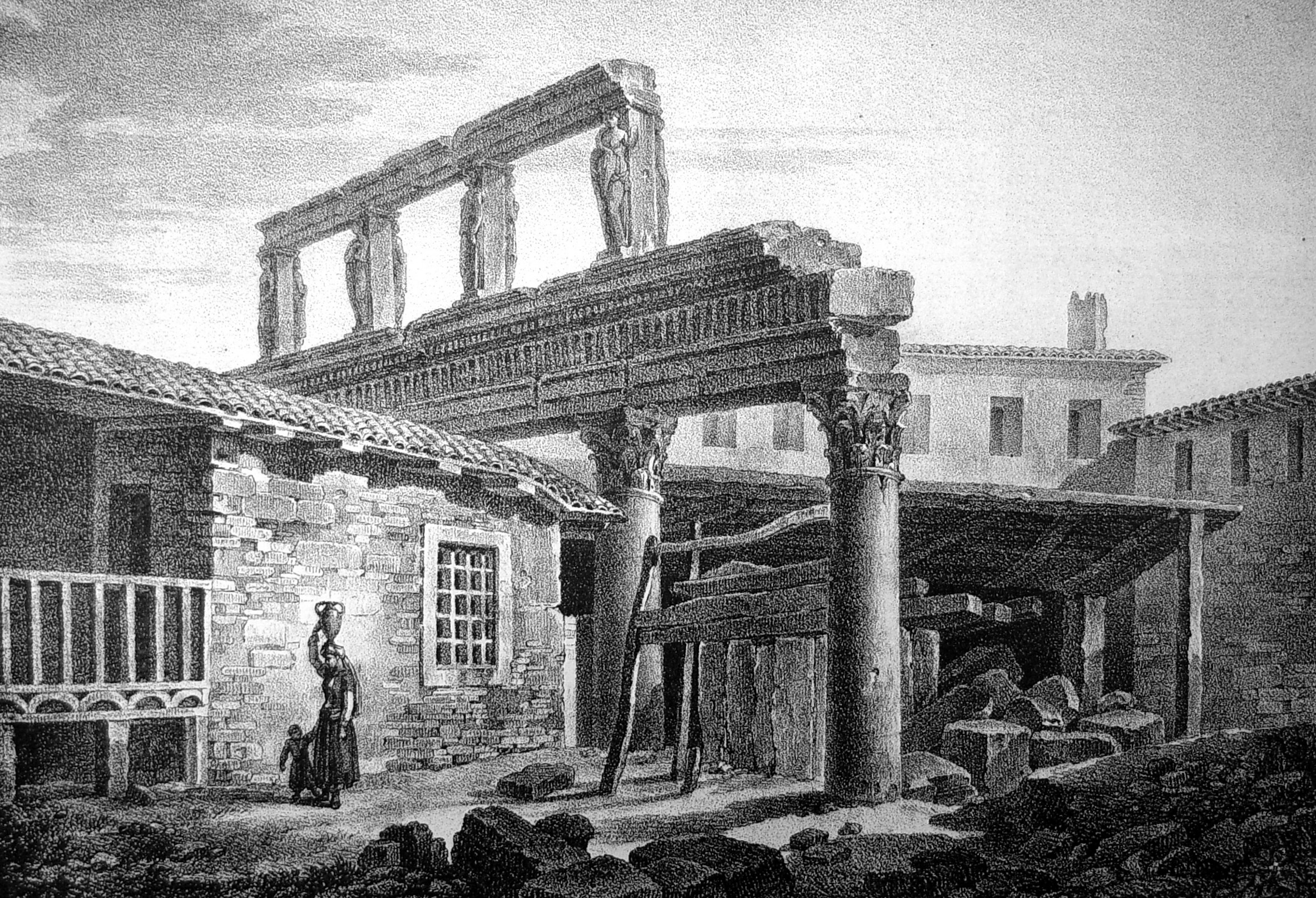
« Las Incantadas », portique à caryatides et atlantes sur le côté sud du forum romain. Gravure de 1831 pour le Voyage dans la Macédoine d'Esprit-Marie Cousinéry. Les sculptures sont aujourd'hui au musée du Louvre.

Esprit-Marie Cousinéry était le troisième des treize enfants de l'avocat Barthélemy Cousinéry et de son épouse, Louise David, issue d'une famille d'imprimeurs. Il naquit le 6 juin 1747 à Marseille où il fit aussi ses études classiques. Il entra dans la carrière diplomatique grâce à son cousin, Claude Cousinéry, lui-même consul. Esprit-Marie Cousinéry commença sa formation au consulat de France à Gênes puis fut nommé en 1769 chancelier dans celui de Trieste. À partir de 1773, il occupa le même poste de chancelier au consulat de Salonique. Il y devint vice-consul en 1776. Il fut nommé à Smyrne en 1779. Il revint assurer l'intérim du consulat à Salonique entre 1783 et 1785, date à laquelle il prit officiellement le poste.
En 1792, lorsque le comte de Choiseul-Gouffier, ambassadeur à Constantinople quitta précipitamment ses fonctions pour se réfugier en Russie, Cousinéry accueillit Louis-François-Sébastien Fauvel avec qui il explora pendant huit mois la Thrace et la Macédoine. En juin 1793, le gouvernement révolutionnaire le considéra comme royaliste et le démit de ses fonctions. Il se réfugia à Smyrne où une partie de ses frères s'étaient installés,. Il y resta dix ans avant de pouvoir rentrer en France. La Restauration le renvoya comme consul à Salonique. Il n'y resta que deux ans de 1815 à 1817. Il prit sa retraite en 1818 en Provence. Il fut alors fait chevalier de la Légion d'honneur et élu à l'Académie des inscriptions et belles-lettres en 1830.
En 1786, Esprit-Marie Cousinéry possédait déjà une collection de plus de 5 000 monnaies antiques. En 1803 puis 1809, il proposa au Cabinet des médailles de lui acheter ses 9 070 pièces. La France ayant refusé, la collection fut acquise par le Cabinet royal de Munich. Son second consulat à Salonique lui permit d'acquérir 4 057 monnaies, elles aussi achetées ensuite par la Bavière.
Il avait épousé une Grecque et s'engagea pour la cause grecque lors de la guerre d'indépendance grecque.

### Ouvrages
- Recueil de lettres critiques, historiques et numismatiques sur une inscription trouvée à Rosette pendant le séjour des armées françaises en Ægypte, Paris 1810
- Essai historique et critique sur les monnaies d’argent de la ligue Achéenne, Paris, 1825
- Voyage dans la Macédoine, contenant des recherches sur l’histoire, la géographie et les antiquités de ce pays, (2 vol.), Paris 1831.